# Izvor (film)
Izvor (izvirni angleški naslov Inception) je znanstvenofantastični akcijski film režiserja Christopherja Nolana iz leta 2010. V glavnih vlogah nastopajo Leonardo DiCaprio, Ken Watanabe, Joseph Gordon-Levitt, Marion Cotillard in Elliot Page.
Film je bil nominiran za osem oskarjev, od česar je prejel štiri: za posebne učinke, montažo zvoka, mešanje zvoka in fotografijo. S skupnim zaslužkom nekaj več kot 800 milijonov dolarjev se uvršča med finančno najbolj uspešne filme vseh časov. Skupna cena izdelave filma je bila 160 milijonov dolarjev, s čimer se uvršča med najdražje filme leta 2010.
Film je prejel zelo dobre kritike, po poročanju strani Rotten Tomatoes mu je 86 % kritikov in 93 % gledalcev namenilo pozitivno oceno.